# Tour du Trentin international féminin 2017
La 24e édition du Tour du Trentin international féminin (officiellement Giro Ciclistico del Trentino Alto Adige – Sudtirol) a eu lieu le 17 juin 2017. Elle fait partie du calendrier UCI en catégorie 1.1. L'épreuve est remportée par la Tchèque Nikola Nosková.

## Parcours
Le parcours est long de 101,5 km et se termine par une ascension de 4,3 km à 7,4 % de pente moyenne.

## Équipes
| Équipes féminines professionnelles (14)- Alé Cipollini Galassia - Aromitalia Vaiano - Astana Women's Team - BePink Cogeas - BTC City Ljubljana - Conceria Zabri-Fannini-Guerciotti - Cylance Pro Cycling - Giusfredi-Bianchi - Orica-Scott - Parkhotel Valkenburg-Destil Cycling Team - SC Michela Fanini - Servetto Giusta - Top Girls Fassa Bortolo - Valcar PBM Équipes nationales (2)- Italie - Suisse Équipe féminines amateur (4)- ACS Cycling Chirio - Team Dukla Praha Women - Still Bike - Wilier Triestina-Selle Italia |
| |

## Récit de la course
La météo est particulièrement chaude. Les principales formations du peloton contrôlent la course afin d'avoir que tout se joue dans la montée finale. La Tchèque Nikola Nosková, révélée lors de l'Emakumeen Euskal Bira, s'impose devant la Suédoise Hanna Nilsson et la Suisse Sina Frei.

## Classements

### Classement final
| \| Classement général \| Classement général \| Classement général \| Classement général \| Classement général \| \| Coureuse \| Coureuse \| Pays \| Équipe \| Temps \| \| ------------------ \| ----------------------- \| ------------------ \| --------------------------- \| ------------------ \| \| 1re \| Nikola Nosková \| Tchéquie \| BePink Cogeas \| 2 h 40 min 47 s \| \| 2e \| Hanna Nilsson \| Suède \| BTC City Ljubljana \| + 10 s \| \| 3e \| Sina Frei \| Suisse \| Suisse \| + 12 s \| \| 4e \| Kristabel Doebel-Hickok \| États-Unis \| Cylance \| + 12 s \| \| 5e \| Soraya Paladin \| Italie \| Alé Cipollini \| + 23 s \| \| 6e \| Alice Maria Arzuffi \| Italie \| Italie \| + 30 s \| \| 7e \| Mónika Király \| Hongrie \| SC Michela Fanini \| + 33 s \| \| 8e \| Omer Shapira \| Israël \| Giusfredi-Bianchi \| + 37 s \| \| 9e \| Pauliena Rooijakkers \| Pays-Bas \| Parkhotel Valkenburg-Destil \| + 43 s \| \| 10e \| Tatiana Guderzo \| Italie \| Italie \| + 43 s \| |                         |            |                             |                 |
| |                         |            |                             |                 |
| Sources : ProCyclingStats Cycling Quotient |                         |            |                             |                 |
| Classement général |                         |            |                             |                 |
| Coureuse | Coureuse                | Pays       | Équipe                      | Temps           |
| 1re | Nikola Nosková          | Tchéquie   | BePink Cogeas               | 2 h 40 min 47 s |
| 2e | Hanna Nilsson           | Suède      | BTC City Ljubljana          | + 10 s          |
| 3e | Sina Frei               | Suisse     | Suisse                      | + 12 s          |
| 4e | Kristabel Doebel-Hickok | États-Unis | Cylance                     | + 12 s          |
| 5e | Soraya Paladin          | Italie     | Alé Cipollini               | + 23 s          |
| 6e | Alice Maria Arzuffi     | Italie     | Italie                      | + 30 s          |
| 7e | Mónika Király           | Hongrie    | SC Michela Fanini           | + 33 s          |
| 8e | Omer Shapira            | Israël     | Giusfredi-Bianchi           | + 37 s          |
| 9e | Pauliena Rooijakkers    | Pays-Bas   | Parkhotel Valkenburg-Destil | + 43 s          |
| 10e | Tatiana Guderzo         | Italie     | Italie                      | + 43 s          |

### Barème des points UCI
| Position,          | 1er | 2e | 3e | 4e | 5e | 6e | 7e | 8e | 9e | 10e | 11e | 12e | 13e | 14e | 15e | 16e | 17e | 18e |  |
| Classement général | 80  | 60 | 45 | 35 | 30 | 25 | 21 | 18 | 15 | 12  | 10  | 8   | 6   | 5   | 4   | 3   | 2   | 1   |  |